# Cinco días sin Nora
Cinco días sin Nora es una película mexicana de humor negro dirigida y escrita por Mariana Chenillo (su ópera prima), y protagonizada por Fernando Luján, Verónica Langer, Ari Brickman, Enrique Arreola y Angelina Peláez. Se estrenó en México el 25 de septiembre del 2009.

## Sinopsis
Antes de quitarse la vida, Nora elabora un plan para que José, su exmarido, tenga que hacerse cargo de la ceremonia y los trámites funerarios conforme a lo estipulado por la religión judía. Sin embargo, la única falla del plan, una misteriosa foto olvidada bajo el armario, provocará un inesperado desenlace, y revelará que las más grandes historias de amor se esconden en los lugares más pequeños.

## Reparto
- Fernando Luján: José.
- Cecilia Suárez: Bárbara.
- Ari Brickman: Rubén.
- Enrique Arreola: Moisés.
- Angelina Peláez: Fabiana.
- Juan Carlos Colombo: Dr. Nurko.
- Silvia Mariscal: Nora adulta.
- Marina de Tavira: Nora joven.
- Max Kerlow: Rabino Jacowitz.
- Verónica Langer: Tía Leah.
- Martin LaSalle: Rabino Kolatch.
- Fermín Martínez: Portero.
- Juan Pablo Medina: José (joven).
- Arantza Moreno: Paola.
- Vanya Moreno: Laura.
- Daniela Tarazona: Mujer de ventas.
- Jaime Tiktin: Suplente de rabino.

## Premios

### Premios Cóndor de Plata
| Categoría                     | Persona                       | Resultado |
| ----------------------------- | ----------------------------- | --------- |
| Mejor película iberoamericana | Mejor película iberoamericana | Nominada  |

### Premios Ariel
| Categoría                   | Persona                           | Resultado |
| --------------------------- | --------------------------------- | --------- |
| Mejor película              |                                   | Ganadora  |
| Mejor dirección             | Mariana Chenillo                  | Nominada  |
| Mejor guion                 | Mariana Chenillo                  | Ganadora  |
| Mejor Edición               | Óscar Figueroa - Mariana Chenillo | Nominados |
| Mejor música original       | Darío González Valderrama         | Ganador   |
| Mejor maquillaje            | Mario Zarazúa - Alfredo Mora      | Ganadores |
| Mejor ópera prima           |                                   | Ganadora  |
| Mejor actor                 | Fernando Luján                    | Ganador   |
| Mejor coactuación masculina | Enrique Arreola                   | Nominado  |
| Mejor coactuación femenina  | Angelina Peláez                   | Ganadora  |
| Mejor coactuación femenina  | Veronica Langer                   | Nominada  |

### Diosas de Plata
| Categoría                       | Persona             | Resultado |
| ------------------------------- | ------------------- | --------- |
| Mejor película                  |                     | Nominada  |
| Mejor director                  | Mariana Chenillo    | Nominada  |
| Mejor guion                     | Mariana Chenillo    | Ganadora  |
| Mejor edición                   | Óscar Figueroa      | Nominado  |
| Mejor actor                     | Fernando Luján      | Nominado  |
| Mejor coactuación masculina     | Enrique Arreola     | Nominado  |
| Mejor coactuación femenina      | Angelina Peláez     | Nominada  |
| Mejor papel de cuadro masculino | Juan Carlos Colombo | Nominado  |

- Datos: Q5856604